# Городищенська сільська рада (Самбірський район)
Городищенська сільська рада — орган місцевого самоврядування у Самбірському районі Львівської області. Адміністративний центр — село Городище.

## Загальні відомості
Городищенська сільська рада утворена в лютому 1940 року. Територією ради протікають річки Бистриця Тисменицька та її ліва притока Черхавка.З 2020 року в рамках децентралізації приєднана до Ралівської сільської ради.

## Населені пункти
Сільській раді підпорядковані населені пункти:
- с. Городище
- с. Сіде

## Склад ради
Рада складається з 16 депутатів та голови.

### Керівний склад ради
| ПІБ                               | Основні відомості                                                                                                | Дата обрання | Дата звільнення |
| --------------------------------- | --- | ------------ | --------------- |
| Гречух Володимир Васильович       | Сільський голова, 1962 року народження, освіта середня спеціальна, член Всеукраїнського об'єднання «Батьківщина» | 26.03.2006   | 31.10.2010      |
| Гречух Володимир Васильович       | Сільський голова, 1962 року народження, освіта середня спеціальна, безпартійний                                  | 31.10.2010   | 16.12.2012      |
| Борусовський Володимир Михайлович | Сільський голова, 1955 року народження, освіта вища, безпартійний                                                | 16.12.2012   |                 |

Примітка: таблиця складена за даними джерела